# Hajdúszovát
Hajdúszovát es un pueblo húngaro perteneciente al distrito de Hajdúszoboszló en el condado de Hajdú-Bihar, con una población en 2012 de 3038 habitantes.
Se conoce su existencia desde el siglo XIV, cuando un documento papal lo menciona como un pueblo con iglesia. Adoptó su actual topónimo en 1898.
Se ubica en la periferia suroriental de la capital distrital Hajdúszoboszló.